# Dallas Thornton
Dallas Thornton (Louisville, 1º settembre 1946) è un ex cestista statunitense, professionista nella ABA.

## Carriera
Venne selezionato dai Baltimore Bullets al quarto giro del Draft NBA 1968 (40ª scelta assoluta).

## Palmarès
- Campione NCAA Division II (1969)